# Phalium areola
Espèce
Phalium areola est une espèce de mollusque gastéropode marin appartenant à la famille des Cassidae. C'est un coquillage commun.

## Description
- Répartition : eaux des régions Indo-Pacifique.
- Longueur : de 5 à 10 cm de haut.

Le phalium areola a un fond de couleur rose à noisette clair avec quatre séries de taches "carrées" châtaigne.

## Source
- Arianna Fulvo et Roberto Nistri (2005). 350 coquillages du monde entier. Delachaux et Niestlé (Paris) : 256 p.  (ISBN 2-603-01374-2)
- Texte de Giorgio Gabbi, illustration de Monica Falcone, Coquillages : étonnants habitants des mers, Éditions White Star, 2008, 168 p.   (ISBN 978-88-6112-131-7), Coquillages du monde : Phalium areola page 136